# Thaumatographe
Thaumatographe är ett släkte av fjärilar. Thaumatographe ingår i familjen mätare.
Kladogram enligt Catalogue of Life:
| Thaumatographe | \| \| Thaumatographe singularis \| \| \| \| \| \| Thaumatographe variegata \| \| \| \| |
|                | \| \| Thaumatographe singularis \| \| \| \| \| \| Thaumatographe variegata \| \| \| \| |
|                | Thaumatographe singularis                                                              |
|                |                                                                                        |
|                | Thaumatographe variegata                                                               |
|                |                                                                                        |